# Tübinger Offensive Stadtmission

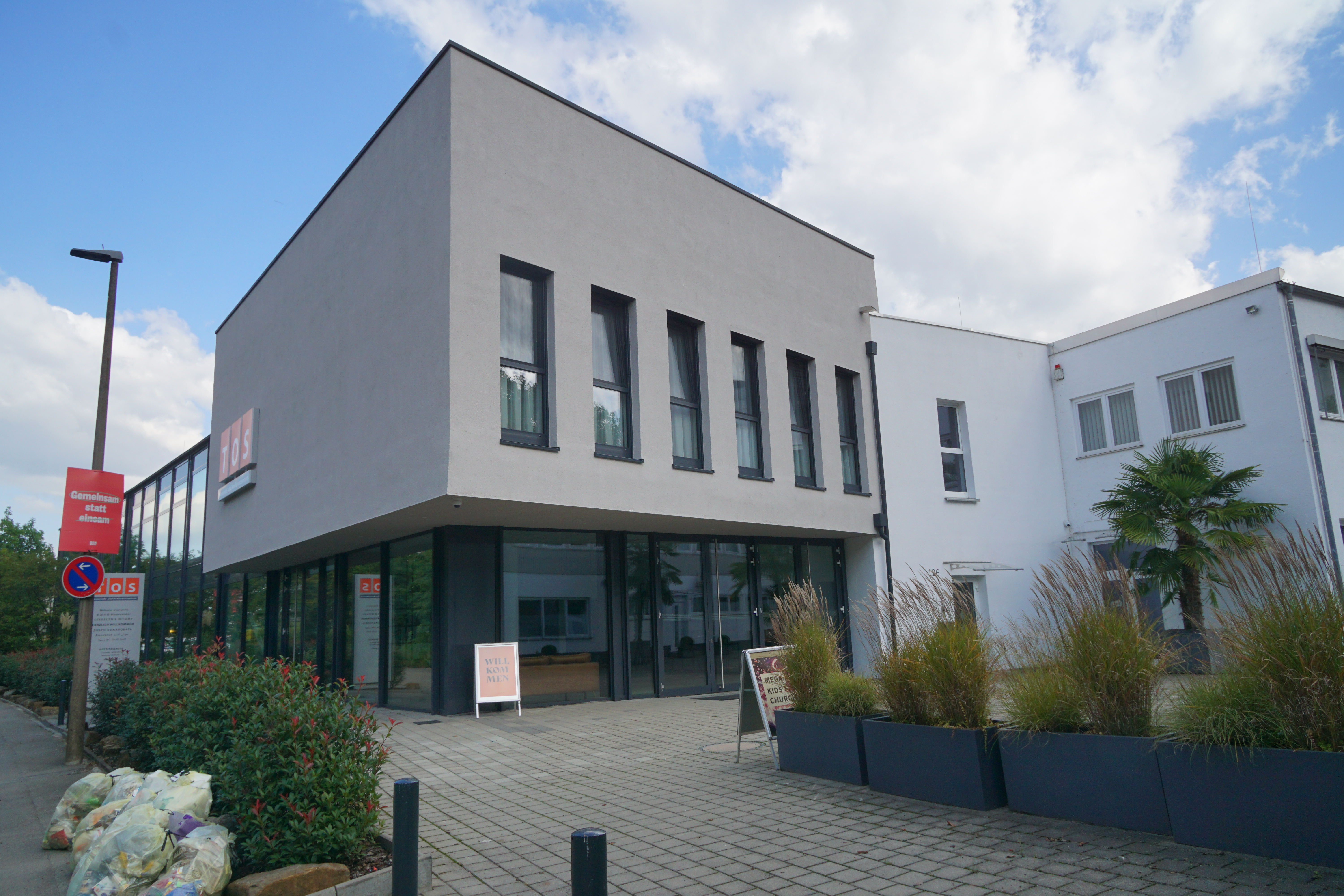
Gemeindezentrum in der Eisenbahnstraße Tübingen

Die Tübinger Offensive Stadtmission (TOS) ist eine evangelische Freikirche und ein Missionswerk evangelikal-charismatischer Prägung.

## Geschichte
Die frei-charismatische „Tübinger Offensive Stadtmission“ ging aus einem 1986 begründeten Gebetskreis hervor, in dem sich Christen verschiedener Denominationen trafen. 1988 wurde der Verein „Tübinger Offensive Stadtmission e.V.“ gegründet. Nachdem einige Jahre lang Gottesdienste ohne Anbindung an eine Kirche durchgeführt wurden, entstand 1990 eine Freikirche, heute die TOS Gemeinde Tübingen. Weitere Gemeinden und soziale Dienste wurden in Leipzig, Ueckermünde, Albstadt-Tailfingen und Halle (Saale) gegründet.
Seit 1997 entstanden durch Gemeindegründungen und den Aufbau von Waisenhäusern in Lateinamerika und von Rehabilitationszentren für Drogenabhängige und AIDS-Infizierte in Osteuropa neue Arbeitszweige in bisher neun verschiedenen Ländern. Durch eigene Pastoren betreute Gemeinden existieren in Bangor/Nordirland, Svetlagorsk/Belarus, Lima/Peru, La Paz/Bolivien und San Salvador de Jujuy/Argentinien.

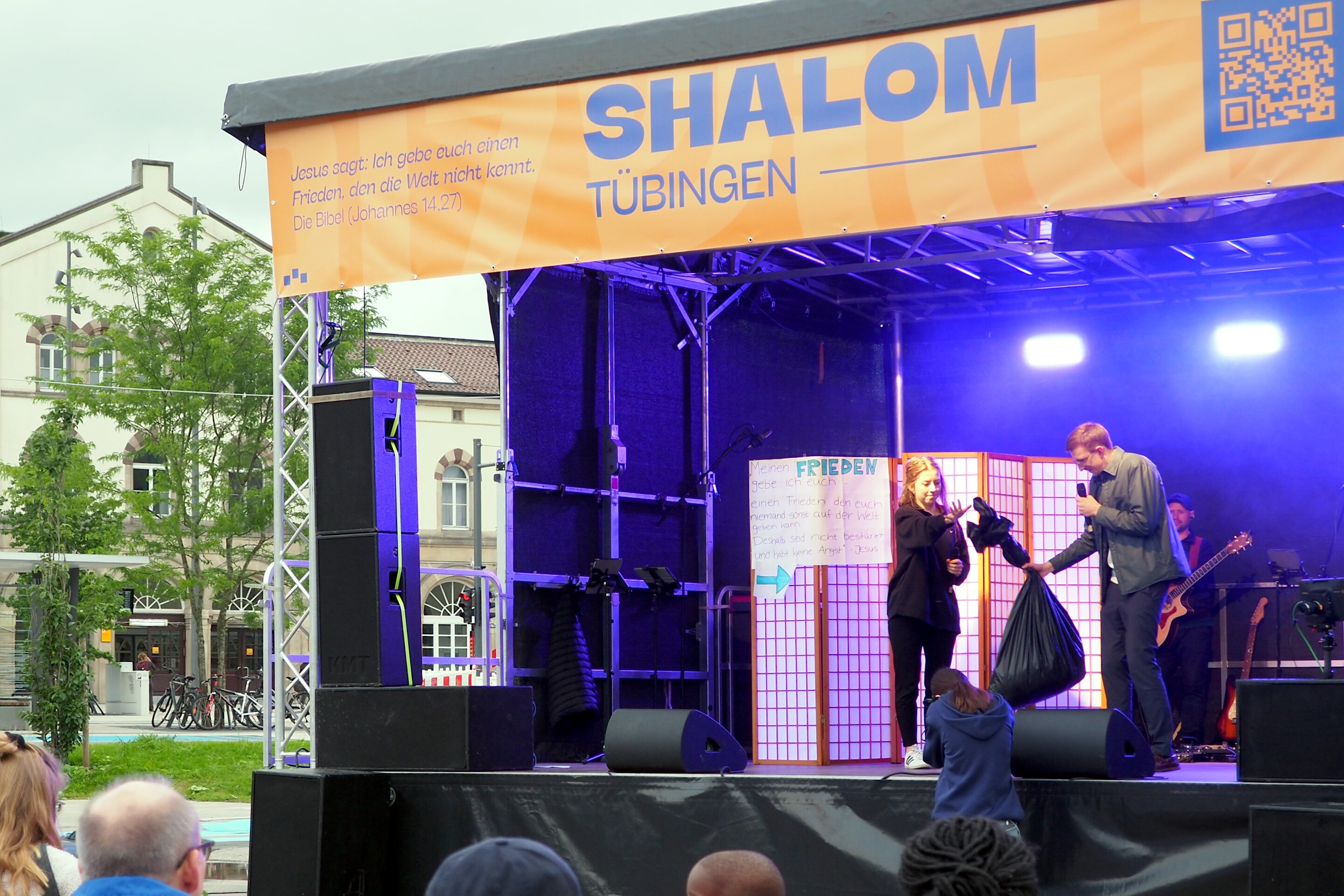
Kreative Verkündigung auf dem Tübinger Bahnhofsplatz

## Theologie und Gemeindespiritualität
Die Spiritualität der „TOS Gemeinde Tübingen“ ist neupfingstlich-charismatisch geprägt. Die Bibel ist letztinstanzliche Autorität für Fragen der christlichen Lehre, Ethik und Lebenspraxis.

## Marsch des Lebens
Von der „TOS Gemeinde Tübingen“ gingen und gehen Impulse zur Versöhnung zwischen Überlebenden des Holocaust und Nachkommen der Täter und Mithelfer aus. So beherbergt die Gemeinde vor Ort eine kleine Ausstellung zu dieser Thematik. Im April 2007 veranstaltete die TOS erstmals einen Marsch des Lebens. Dieser folgte „der Route der Todesmärsche von der Schwäbischen Alb nach Dachau“.
Seit 2009 finden diese Veranstaltungen auch international als March of Remembrance statt. Im Jahr 2012 stand der Marsch unter dem Motto „Ein Zeichen gegen modernen Antisemitismus und für Israel“. Der Marsch des Lebens 2015 zum KZ Dachau stieß auf Kritik seitens der Evangelischen Kirche und des Landesverbands der Israelitischen Kultusgemeinden in Bayern, die Gedenkstätte versagte den Veranstaltern jegliche Unterstützung.
Laut Angabe von TOS ist der Marsch des Lebens seit 2015 ein eigenständiger Verein. 2011 und 2015 wurde er von der israelischen Knesset für sein besonderes Engagement für Holocaustüberlebende ausgezeichnet.

## Kritik
In der Studie Mission Gottesreich über die evangelikal-charismatische Glaubensbewegung in Deutschland findet die „TOS Gemeinde Tübingen“ mehrfach Erwähnung. Kritisiert werden vor allem die von Pflicht und Gehorsam geprägte hierarchische Struktur und die in ihr praktizierte Art der Dämonenaustreibung.
Außerdem ist die Gruppierung durch Berichte von Aussteigern in das Blickfeld der zuständigen Weltanschauungsbeauftragten der Landeskirche geraten.